# Фокс, Эйтан
Эйтан Фокс (ивр. איתן פוקס‎, англ. Eytan Fox; род. 21 августа 1964, Нью-Йорк, США) — израильский кинорежиссёр и сценарист.

## Биография
Родился 21 августа 1964 года в Нью-Йорке в еврейской семье. В возрасте двух лет Фокс переехал вместе с родственниками в Израиль. Его отец, Сеймур Фокс, был консервативным раввином и ведущим профессором еврейского образования в Еврейском университете Иерусалима. Его мать, Сара Каминкер-Фокс, была главой иерусалимского городского совета и участвовала в Иерусалимском городском планировании, избиралась от левых движений, она упорно боролась за мир между израильтянами и палестинцами, помогая жителям Восточного Иерусалима. Фокс средний ребёнок в семье, имеет двух братьев — Давида и Дэнни. Родители развелись в 1974 году.
Он вырос в Иерусалиме, несколько лет прожил в киббуце, служил в армии и воевал во время первого Ливано-Израильского конфликта. После этого учился в Школе Кино и Телевидения Тель-Авивского университета. Фокс — открытый гей вместе со своим партнёром Галем Уховски (его помощником и сценаристом) живёт уже более 20 лет. Они познакомились на последнем году обучения в Школе Кино и Телевидения и с тех пор живут и работают вместе.

## Награды
- 1997 год. Иерусалимский кинофестиваль: «Флорентина» — Television Drama Award
- 2006 год. Еврейского кинофестиваля в Вашингтоне: Фокс стал первым лауреатом Премии Десятилетия, приз, которым награждают режиссёров, чьи работы внесли значительный вклад в еврейского кино в течение как минимум десяти лет.
- 2007 год. Берлинский Международный Кинофестиваль: фильм Пузырь — C.I.C.A.E. Award, Reader Jury of the «Siegessäule».
- 2007 год. Дурбанский Международный Кинофестиваль: фильм Пузырь — Лучший сценарий.

## Фильмография
- 1990 — Время истекло / Увольнительная / After
- 1994 — Песня сирены / Shirat Ha’Sirena
- 1997 — Флорентин / Florentin (телесериал)
- 1997 — Всем сердцем / Ba’al Ba’al Lev
- 2002 — Йосси и Джаггер / Yossi & Jagger
- 2004 — Прогулки по воде  / Walk on Water
- 2006 — Жизнь парней 5 / Boys Life 5
- 2006 — Пузырь / Ha-Buah
- 2009 — Всегда одна мечта / Tamid oto halom (телесериал)
- 2012 — История Йосси  / Yossi
- 2013 — Девоньки / Кексы / Bananot
- 2020 — Субаренда / Sublet